# Micrometastasi
Una micrometastasi è una forma di metastasi (masse tumorali che si spostano dai loro siti di origine verso altre regioni del corpo) dove i tumori neoformati sono troppo minuscoli per poter essere scoperti.
La terapia adiuvante chemioterapica e radioterapica è finalizzata all'uccisione di qualsiasi micrometastasi, prevenendo dunque una recidiva (ricrescita delle cellule tumorali) e pertanto una probabile morte del paziente. Un riconoscimento precoce delle micrometastasi potrebbe aiutare nella selezione dei pazienti che potrebbero beneficiare della terapia adiuvante.